# 陈立东
陈立东（1960年5月—），男，江西玉山人，中国热电材料与器件技术研究专家，中国科学院上海硅酸盐研究所研究员、博士生导师，中国科学院院士。